# Vladimir Rogovoj
Vladimir Rogovoj (russisk: Влади́мир Абра́мович (Авраа́мович) Рогово́й) (født 5. februar 1923 i Kyiv i Sovjetunionen, død 20. februar 1983 i Moskva i Sovjetunionen) var en sovjetisk filminstruktør.

## Filmografi
- Ofitsery (Офицеры, 1971)[1][2]
- Junga Severnogo flota (Юнга Северного флота, 1973)
- Gorozjane (Горожане, 1975)
- Nesoversjennoletnije (Несовершеннолетние, 1976)
- Balamut (Баламут, 1978)
- U matrosov net voprosov (У матросов нет вопросов, 1980)